# 233 v. Chr.
Portal Geschichte | Portal Biografien | Aktuelle Ereignisse | Jahreskalender | Tagesartikel

◄ |
4. Jahrhundert v. Chr. |
3. Jahrhundert v. Chr. |
2. Jahrhundert v. Chr. |
►

◄ | 250er v. Chr. | 240er v. Chr. | 230er v. Chr. | 220er v. Chr. |
210er v. Chr. |
►

◄◄ | ◄ | 236 v. Chr. | 235 v. Chr. | 234 v. Chr. | 233 v. Chr. |
232 v. Chr. |
231 v. Chr. |
230 v. Chr. |
► |
►►
Staatsoberhäupter

## Ereignisse

### Politik und Weltgeschehen

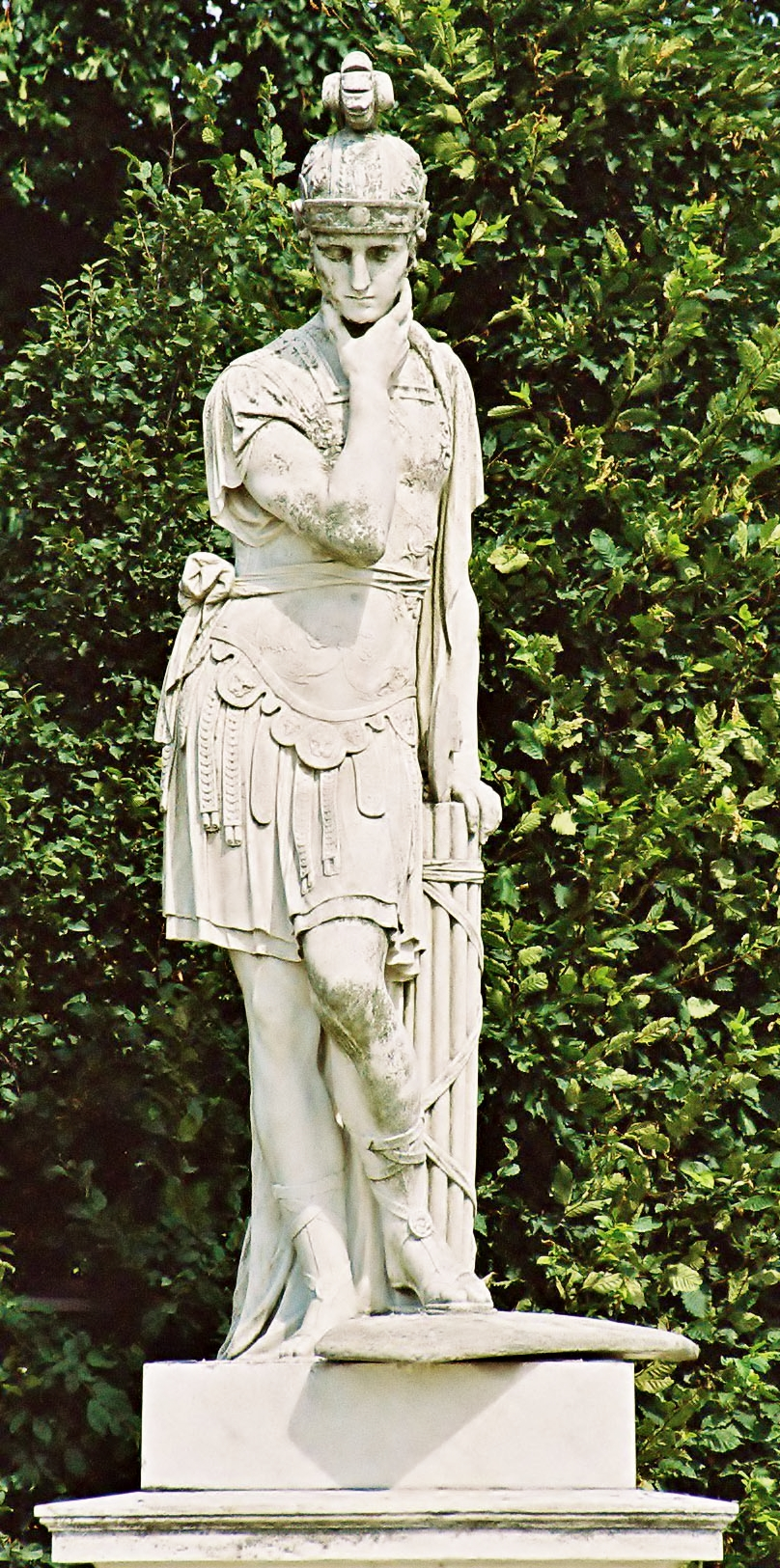
Statue des Fabius Maximus „Cunctator“ (Schloss Schönbrunn, Wien)

- Quintus Fabius Maximus Verrucosus ist Konsul der Römischen Republik.
- Sieg der Makedonier über den Achaiischen Bund bei Phylakia. Im selben Jahr fällt der Achaiische Bund unter Aratos von Sikyon erneut in Attika ein.
- Die Römer unter Quintus Fabius besiegen die Ligurer.

### Kultur und Religion
- Quintus Fabius Maximus Verrucosus stiftet in Rom den Tempel des Honos.

## Gestorben
- Han Fei, chinesischer Philosoph (* um 280 v. Chr.)